# R-14
R-14 (Czusowaja, Indeks GRAU 8K65, Kod NATO SS-5, oznaczenie US DoD Skean) – zaprojektowany i produkowany w Ukraińskiej SRR, radziecki jednostopniowy pocisk balistyczny pośredniego zasięgu bazowania lądowego na ciekłe paliwo rakietowe, przenoszący 1 głowicę z ładunkiem termojądrowym o mocy 2,3 Mt. Przeznaczony do wystrzeliwania z wyrzutni otwartych, znajdował się w stanie operacyjnym w Strategicznych Wojskach Rakietowych w latach 1961–1984, zastąpiony następnie przez system rakietowy RSD-10 Pionier. Z powodu tej broni powstał kryzys kubański. 

## Rozwój i służba operacyjna
Rozwój systemu R-14 został autoryzowany zarządzeniem z 2 lipca 1958 roku, w oparciu o ideę zaproponowaną przez biuro konstrukcyjne OKB-586 dla pocisków R-12. Wstępna specyfikacja wymagań zakładała pocisk o zasięgu dwukrotnie większym niż zasięg R-12 – 4000 km zamiast 2000 km. Testy w locie zostały rozpoczęte w lipcu 1960 roku i zostały ukończone między grudniem 1960 a lutym 1961 roku. Nowy pocisk został przyjęty w skład sił rakietowych 24 kwietnia 1961 roku, zaś pierwszy pułk rakietowy rozpoczął dyżur bojowy z tymi pociskami 1 stycznia 1962 roku. Pocisk R-14 przeznaczony był do startu z lądowych wyrzutni na powierzchni, jednak w maju 1960 roku podjęto decyzję o opracowaniu jego wariantu przeznaczonego dla silosów rakietowych oznaczonej jako R-14U (8K65U). 
W okresie 1965–1969 osiągnięta została maksymalna liczba rozmieszczonych pocisków R-14 w 97 wyrzutniach. Między rokiem 1978, a 1983 rozpoczął się proces wycofywania R-14 ze służby, i ostatecznie do 1984 roku wszystkie zostały zastąpione pociskami RSD-10 Pionier na mobilnych wyrzutniach kołowych.

## Konstrukcja
Ogólna konstrukcja pocisku rakietowego była podobna do R-12. Zwiększono masę paliwa, przez zwiększenie średnicy zbiornika. Układ napędowy zawierał dwa dwukomorowe silniki rakietowe na paliwo ciekłe, przy czym naftę TM-185 zamieniono 1,1-Dimetylohydrazyną, celem zwiększenia impulsu właściwego i wyeliminowania zapalnika. Dodatkowo, turbopompa była napędzana przez generator gazu, który był generowany przez spalanie części paliwa zamiast dodatkowego silnie stężonego nadtlenku wodoru. Autonomiczny bezwładnościowy układ kierowania po raz pierwszy mieścił stabilizowany żyroskop. Po raz pierwszy także, po oddzieleniu się głowicy bojowej o wadze 680 kilogramów, korpus pocisku był zwalniany przez specjalnie temu zadaniu dedykowane silniki rakietowe na paliwo stałe, co także wpływało na polepszenie celności głowicy. Dzięki takiemu układowi kontroli oraz wyhamowywaniu korpusu, mimo dwukrotnie większego zasięgu pocisk R-14 zachował niezmieniona względem R-12 celność. Zasadniczo R-14 przenosił taką samą głowicę jak pocisk R-12, która jednak z uwagi na wyższą prędkość i temperaturę powrotu w gęste warstwy atmosfery miała zaokrąglone czoło.
Z uwagi na właściwości żrące utleniacza AK-27I, pocisk mógł przebywać w stanie zatankowanym przez okres nie dłuższy niż 30 dni. Impuls właściwy silników RD-216 wynosił 2406 m/s na poziomie morza oraz 2830 m/s w próżni. Ciąg – odpowiednio – 1.48 MN i 1.74 MN. Throw-weight (ciężar rzucany, masa rzucana) 1500-2155 kg, zaś celność określona przez CEP 5 km.